# Пойзер, Делрой
Делрой Пойзер (англ. Delroy Poyser; 5 января 1962, Кингстон — 11 февраля 2019, Лаббок, Техас) — ямайский легкоатлет, специалист по прыжкам в длину и высоту. Выступал за сборную Ямайки по лёгкой атлетике в начале 1980-х годов, чемпион Игр Центральной Америки и Карибского бассейна в Гаване, участник Игр Содружества в Брисбене.

## Биография
Делрой Пойзер родился 5 января 1962 года в Кингстоне, Ямайка.
Впервые заявил о себе в лёгкой атлетике на международной арене в сезоне 1978 года, когда вошёл в состав ямайской национальной сборной и побывал на юниорском чемпионате Центральной Америки и Карибского бассейна в мексиканском Халапа-Энрикес, откуда привёз награду бронзового достоинства, выигранную в прыжках в высоту с результатом 1,85 метра в категории до 17 лет — уступил здесь только прыгунам с Багамских островов и из Мексики.
В 1980 году выступил на юниорских Играх CARIFTA в Гамильтоне, где одержал победу в прыжках в высоту (2,08) и занял пятое место в прыжках в длину (6,90). Кроме того, выиграл серебряную медаль в прыжках в высоту на юниорском чемпионате Центральной Америки и Карибского бассейна в Нассау в категории до 20 лет — здесь его превзошёл только представитель Багамских островов Стивен Рэй. В той же дисциплине стал бронзовым призёром на юниорском панамериканском чемпионате в Садбери.
В 1981 году в прыжках в высоту с результатом 2,06 метра занял четвёртое место на Играх CARIFTA в Нассау.
Одним из самых успешных сезонов в его спортивной карьере оказался сезон 1982 года, когда он начал выступать среди взрослых спортсменов и в прыжках в длину одержал победу на взрослых Играх Центральной Америки и Карибского бассейна в Гаване. Благодаря череде удачных выступлений удостоился права защищать честь страны на Играх Содружества в Брисбене, однако здесь попасть в число призёров не смог — в прыжках в длину стал седьмым (7,24), тогда как в тройном прыжке на старт не вышел.
Впоследствии больше не показывал сколько-нибудь значимых результатов в лёгкой атлетике на международном уровне. Учился в Техасском технологическом университете, состоял в местной легкоатлетической команде «Ред Райдерс», становился призёром чемпионатов Национальной ассоциации студенческого спорта (член Зала славы университета с 2015 года). Позже работал специалистом по кредитованию в США.
Долгое время боролся с колоректальным раком, диагностированным ему в 2011 году. В мае 2018 года его состояние резко ухудшилось, метастазы привели к опухоли головного мозга. Пойзер скончался 11 февраля 2019 года в Лаббоке, штат Техас, в возрасте 57 лет.